# Otto Kade

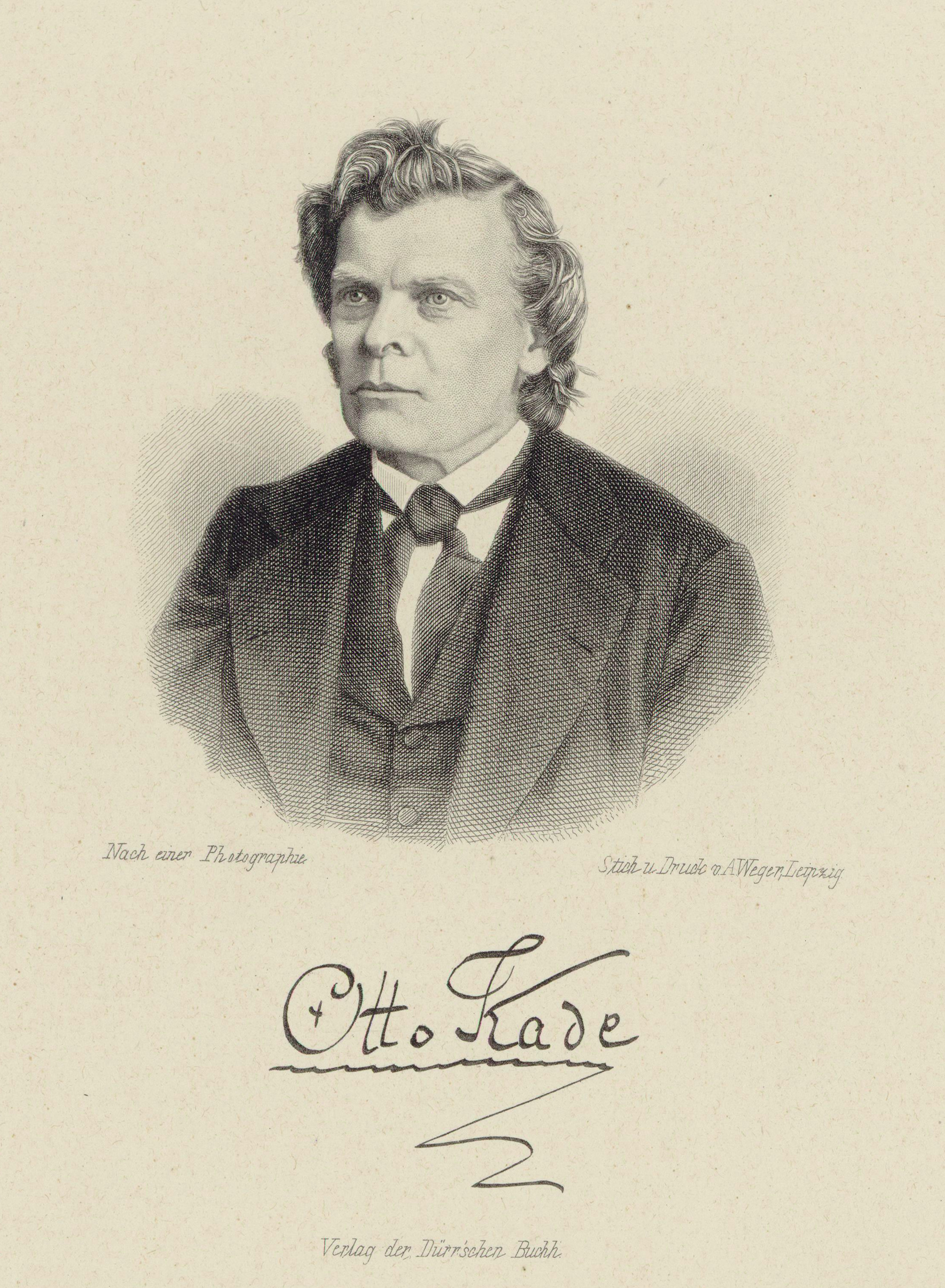
Otto Kade.

Otto Kade, född den 6 maj 1819 i Dresden, död den 19 juli 1900 i Doberan, var en tysk musikskriftställare.
Kade, som var elev av Otto och Friedrich Schneider, stiftade 1848 "Cäcilienverein" för gammal kyrkomusik i Dresden, där han 1853 blev musikdirektör vid Neustädter Kirche, och övertog 1860 direktionen av slottskören i Schwerin. Han blev filosofie hedersdoktor i Leipzig 1884. Kade skrev liturgiska kompositioner över gregorianska melodier (1867–80), en koralbok (1869) med mera. 
Som musikhistoriker gjorde han sig ett namn genom värdefulla skrifter, bland annat Der neuaufgefundene Luther-Kodex vom Jahr 1530 (1873) samt monografier över Le Maistre och Isaac, varjämte han redigerade femte bandet av Ambros musikhistoria (notbilagor; 1881, 2:a upplagan 1891) och utgav en samling av äldre passionsmusik (1891–93).